# アダムとイヴ (クラナッハ、ウィーン)
『アダムとイヴ』（英: Adam and Eve）、または『堕罪』（だざい、独: Sündenfall、英: Fall of Man）は、ドイツ・ルネサンス期の画家ルーカス・クラナッハ (父) がブナ板上に油彩で制作した絵画である。画面下部右側にクラナッハが署名代わりに用いた翼のある蛇の紋章が記されているが、画家は1537年以降にこの紋章を用いるようになったため、1537年以前に制作されたものではないことがわかる。本作は、クラナッハとその工房が手掛けた構図の異なる50点以上の「アダムとイヴ」のうちの1点である。1806年にザルツブルクの大司教の居宅からウィーンに移され、現在は美術史美術館に所蔵されている。

## 作品
クラナッハとその工房が手掛けた「アダムとイヴ」は、ウフィツィ美術館の『アダムとイヴ』のようにたいていの場合は分割された2枚の板に等身大のアダムとイヴが一対として描かれる。しかし、本作のように小さな矩形の画面に2人がまとめられている作品もある。いずれにしても、クラナッハは「アダムとイヴ」の絵画に「堕罪」の瞬間そのものを描いた。
『旧約聖書』の「創世記」 (3章) によると、アダムとイヴはエデンの園で平和に暮らしていた。しかし、ある時、ヘビがイヴをそそのかし、神に食べてはいけないと禁じられていた「知恵の樹」の実を食べ、アダムにも与えてしまう。これが「原罪」である。2人の行いを知った神は怒って、エデンの園から追放した。
本作に見られる地面に横たわるシカ、踊るように足を踏み出す細身のイヴの姿勢といったモティーフは、クラナッハの他の絵画にも登場する。こうしたモティーフにより、工房における絵画の生産は円滑なものとなった。とはいえ、多くの「アダムとイヴ」の絵画で、クラナッハは1つのイメージを同語反復的に繰り返すことはしなかった。画家は人物像の姿勢や身振り、その他の要素に関して多彩なレパートリーを持っており、工房の弟子たちは、それらのレパートリーにちょっとしたアレンジを加えながら、さまざまな作品を生み出したのである。このような制作手段が採用されたために、どの作品がクラナッハ自身の作で、どの作品が工房の弟子の作に過ぎないのか、その識別は困難なものとなっている。

## 同主題作

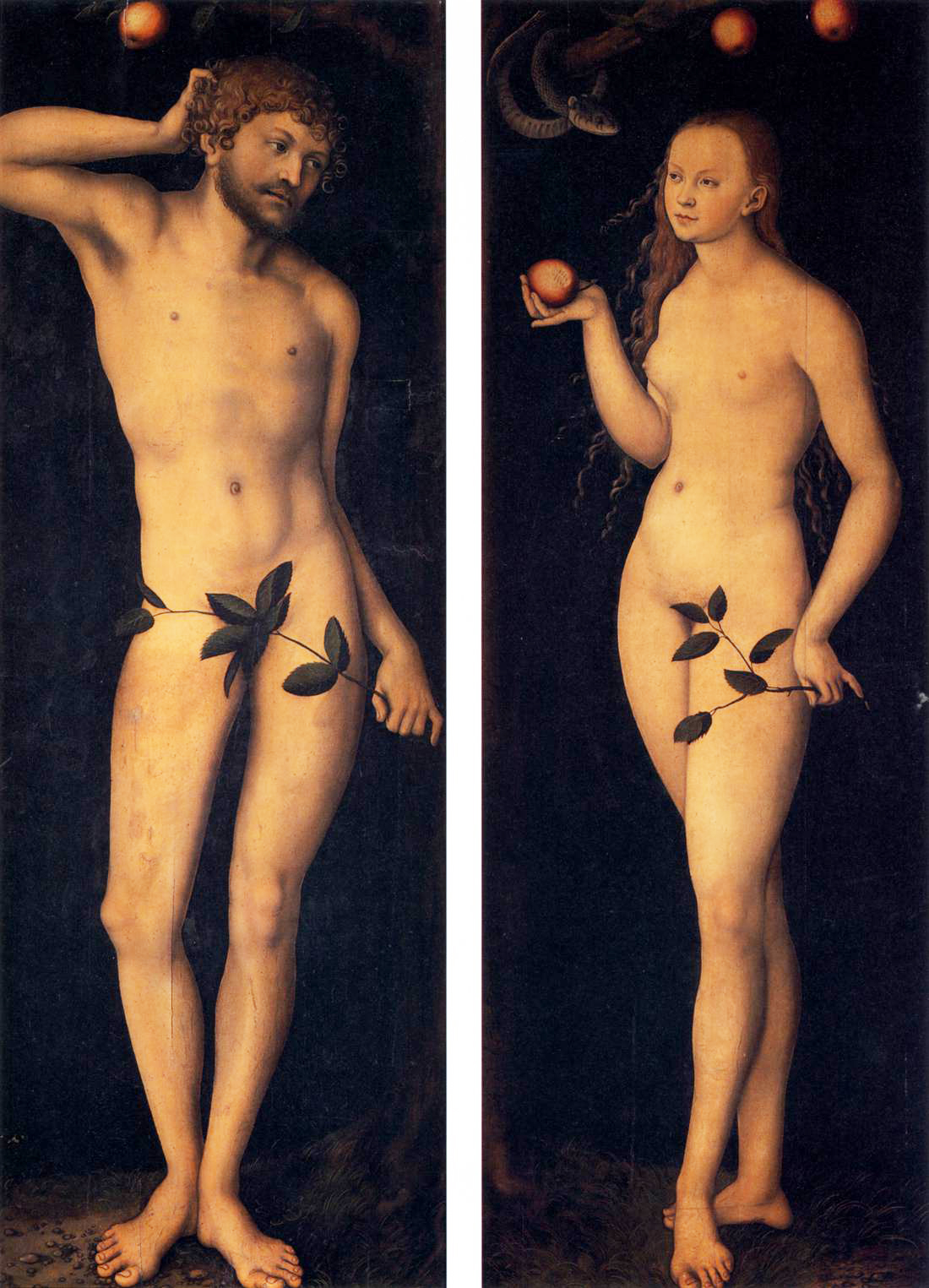
ウフィツィ美術館 (フィレンツェ)、1528年)
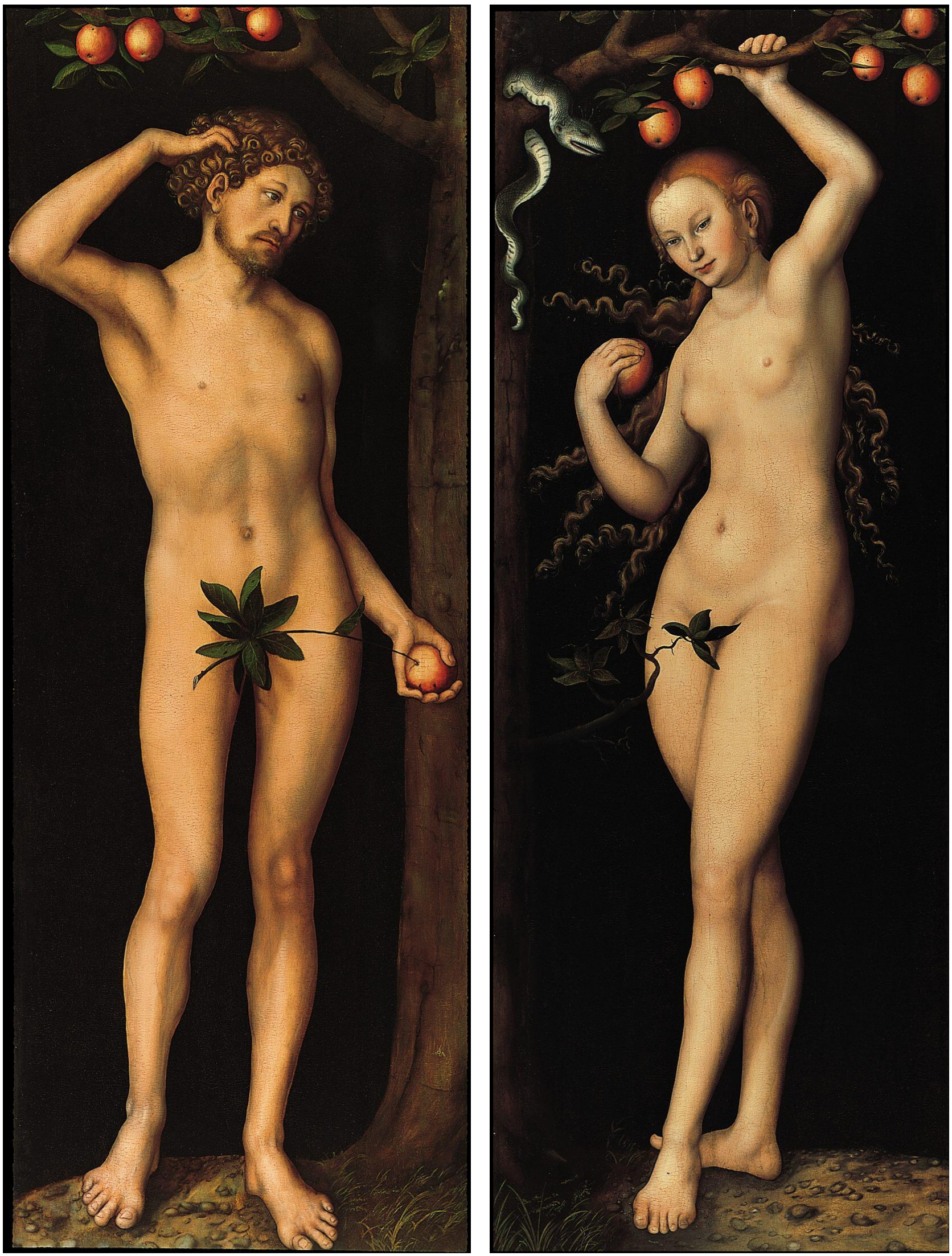
ノートン・サイモン美術館 (パサデナ)、1530年
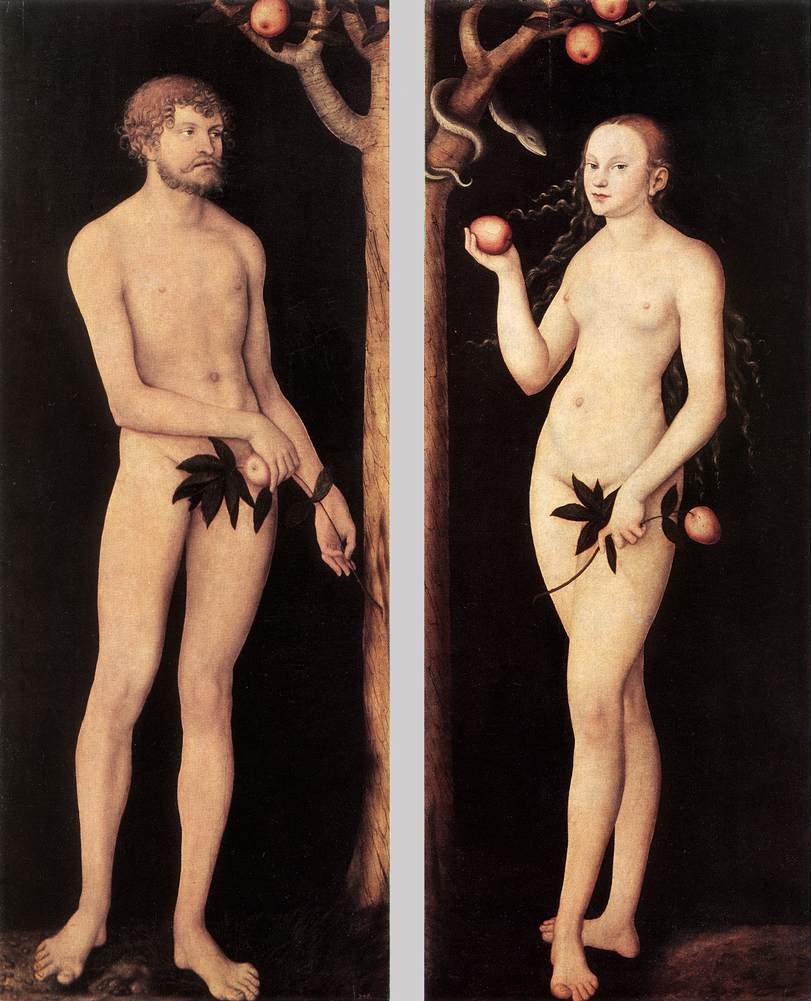
アルテ・マイスター絵画館 (ドレスデン)、1531年
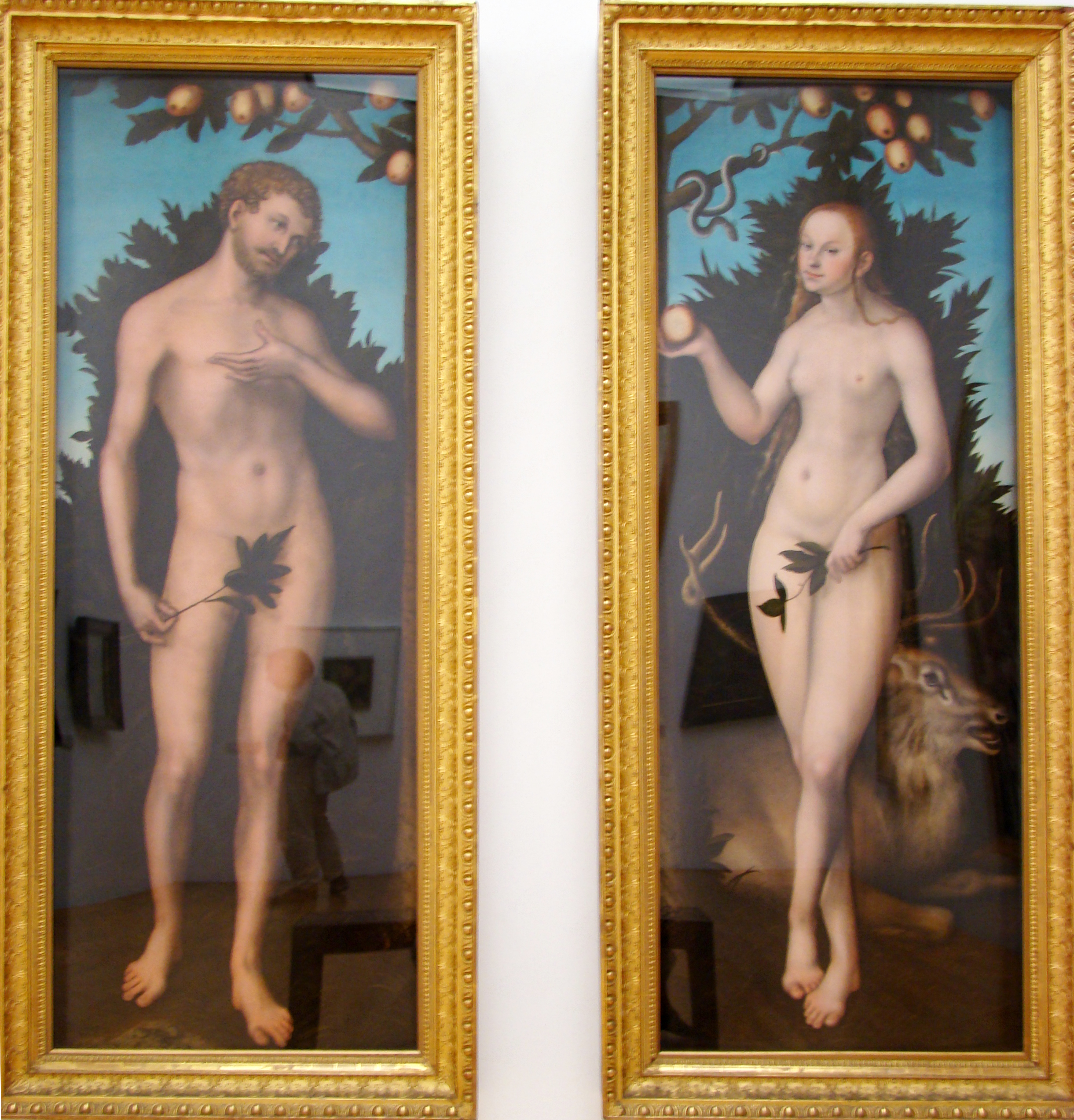
ライプツィヒ造形美術館、1533年
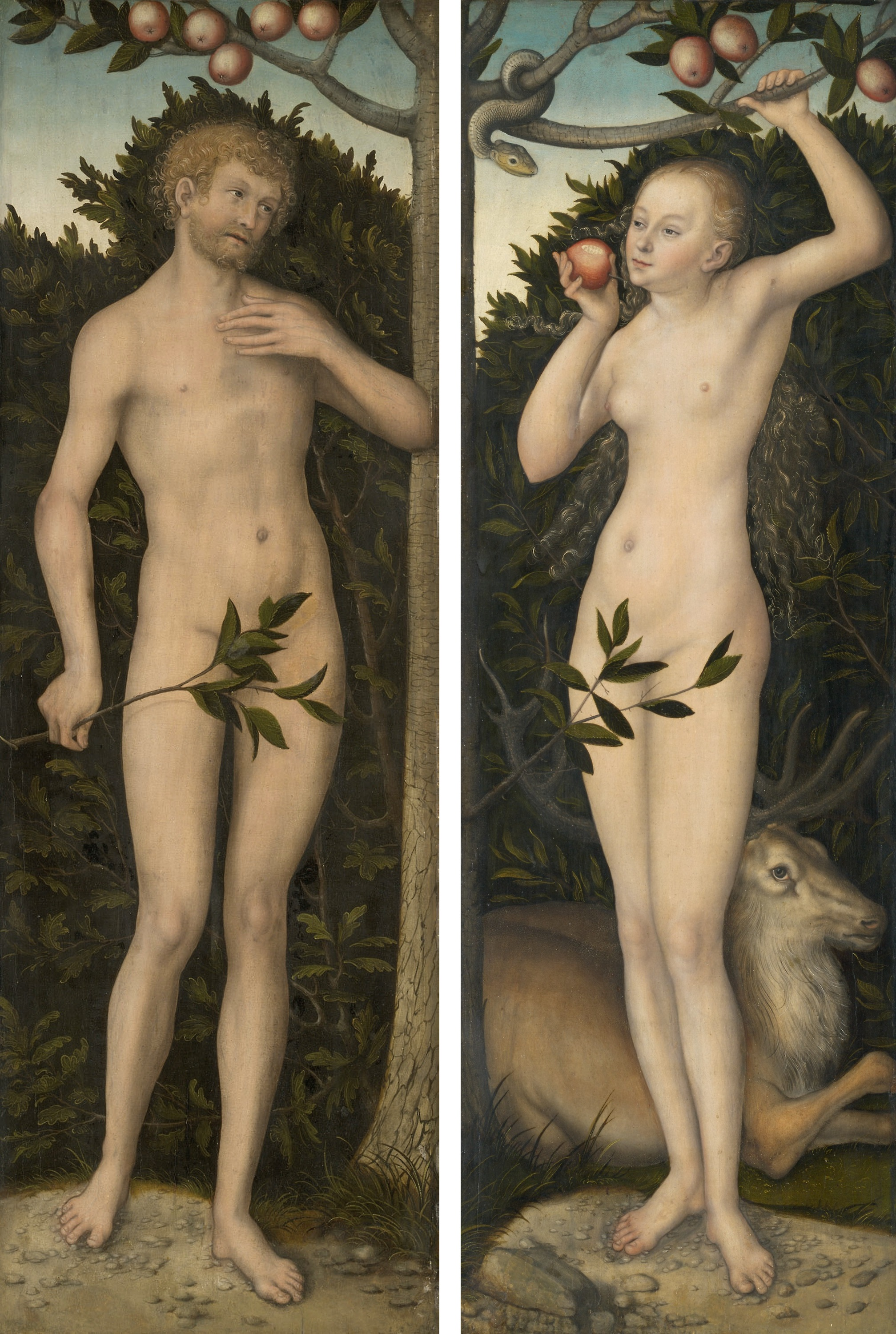
シカゴ美術館、 1533–1537年ごろ
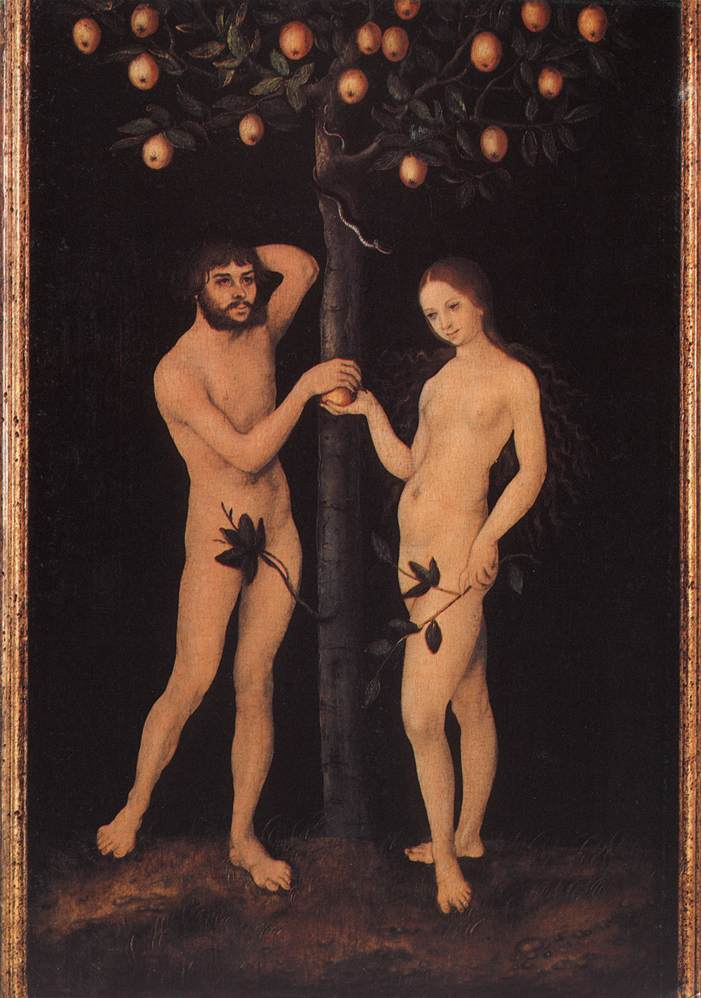
アントワープ王立美術館、1500–1550年
プラハ国立美術館、1538年ごろ
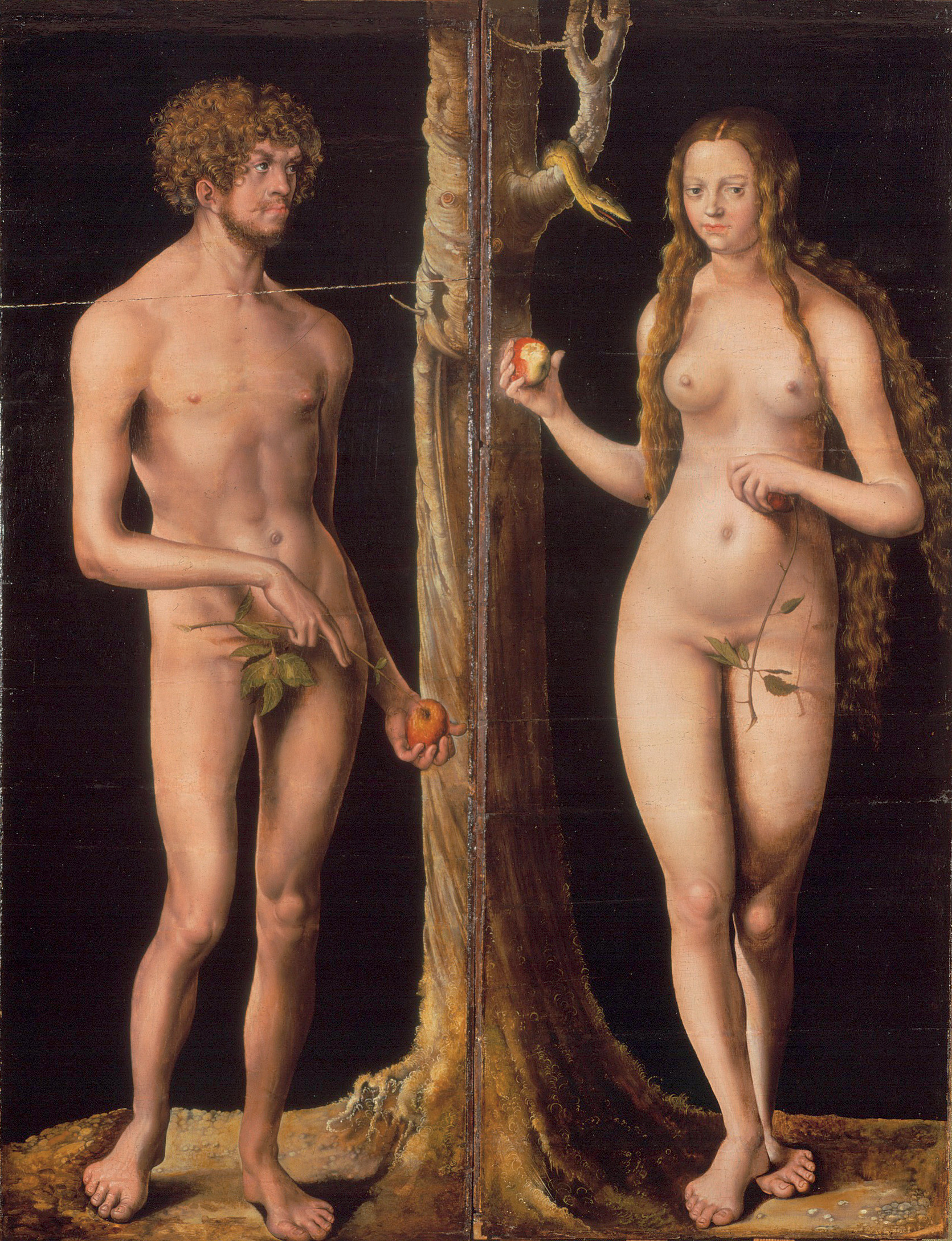
ブザンソン美術館、1508–1510年
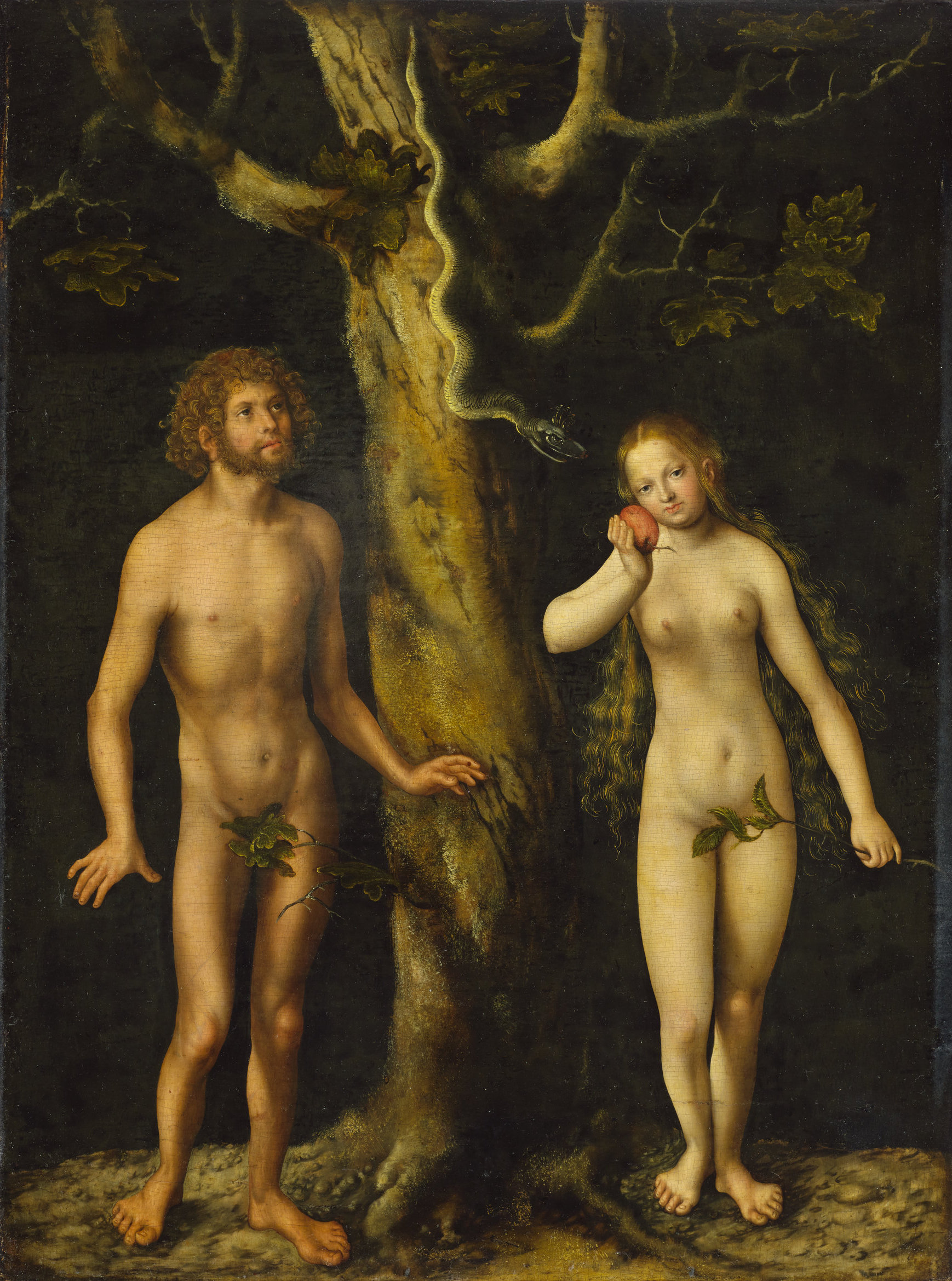
ワルシャワ国立美術館、1510年
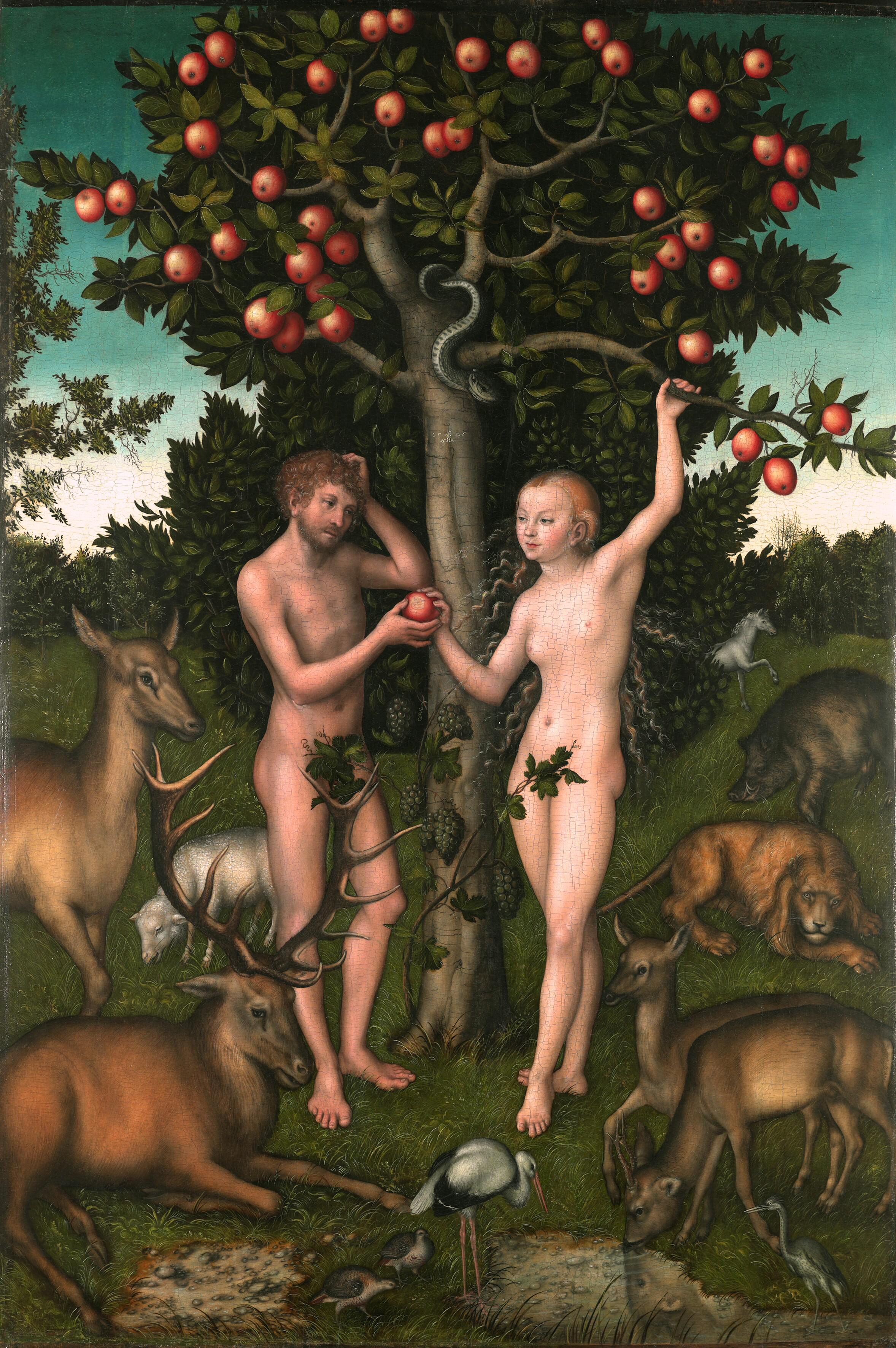
コートールド美術館 (ロンドン)、1526年